# Osmia aliciae
Osmia aliciae är en biart som beskrevs av ayala, Griswold och > 2005. Osmia aliciae ingår i släktet murarbin, och familjen buksamlarbin. Inga underarter finns listade i Catalogue of Life.